# Черкизово (Коломенский район)
Черкизово — село в Московской области России. Входит в городской округ Коломна. 
До 2020 года включалось в Коломенский городской округ, до 2017 года — в сельское поселение Радужное Коломенского района. 
Население — 1790 чел. (2014). Находится в десяти километрах от Коломны, на правом берегу реки Москвы.

## История
Эта местность была пожалована князем Дмитрием Донским за службу своему сподвижнику и любимцу воеводе Ивану Серкизу среди прочих подмосковных владений. Позже, когда угас род князей Старковых-Серкизовых их коломенские земли (Черкизово, Старки, Настасьино) перешли в собственность великого князя и упоминались в духовной грамоте Василия II в 1461—1462 годах.

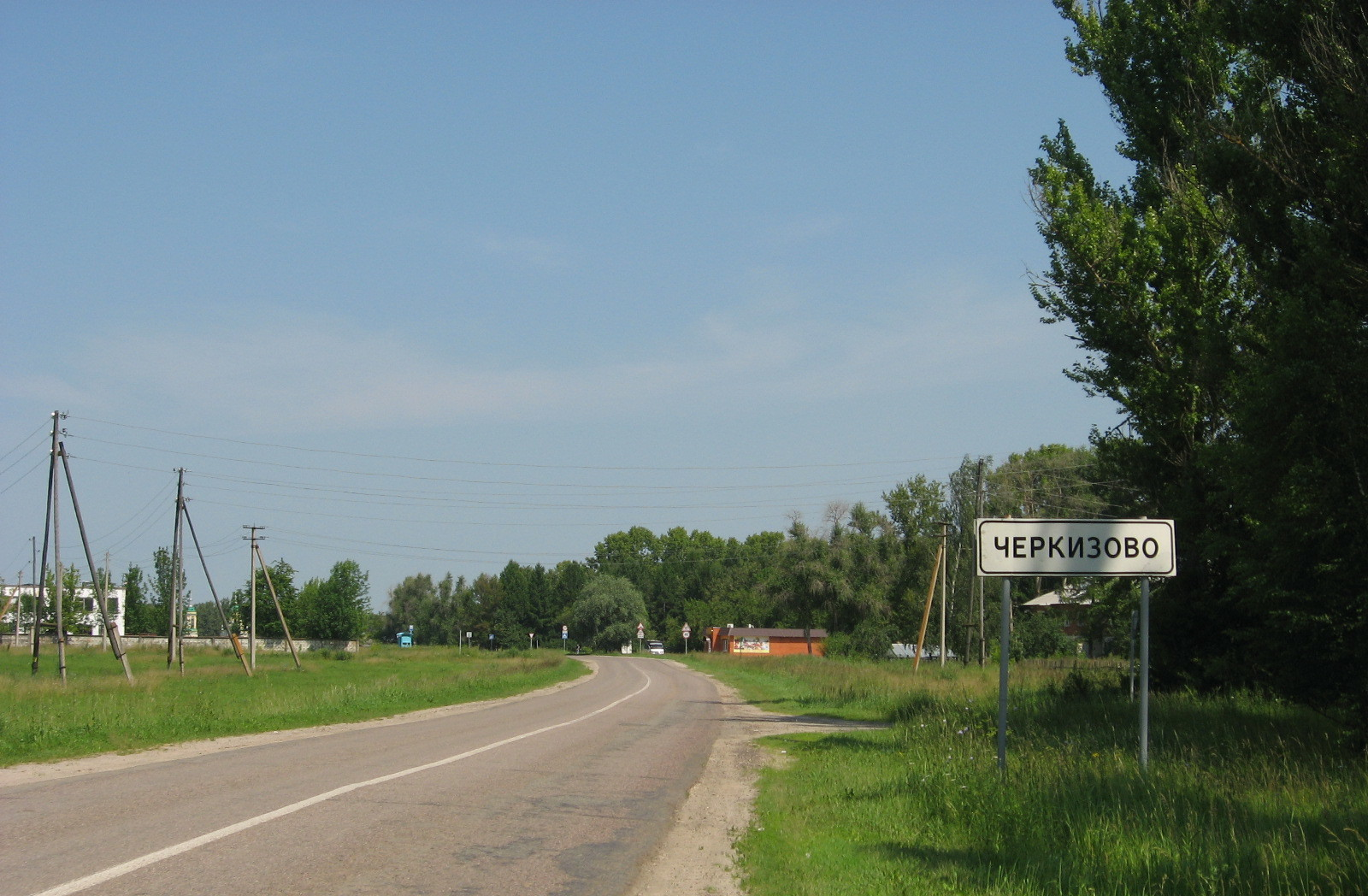
Знак на въезде в село

В 1543 году оно ещё называлось «Государевым».
В 1689 году Черкизово было передано во владение влиятельных в то время князей Черкасских. Князь М. А. Черкасский основал здесь усадьбу.
В Географическом описании города Коломны и его уезда за 1800 год указывалось: 

Село статского советника Князя Бориса Михайловича и полковницы княгини Федосьи Ивановны Черкасских — три церкви — две каменные: 1-я Успения Пресвятой Богородицы ружная без предела, 2-я — Николы Чудотворца, 3-я деревянная во имя Собора Пресвятой Богородицы без предела. Два господские дома каменные о дву этажах и при нём плодовитой и регулярной сад.
Успенская церковь была построена в 1734—1749 годах. Сохранилась храмозданная грамота: 

Божией милостью Смиренный Вениамин епископ Коломенский и Каширский. Дана сия храмоздатная грамота лейб гвардии 41 конного полка ротмистра князя Петра Борисовича, Коломенской его сиятельства вотчины села Черкизова приказному его человеку Александру Тимофееву сыну Шонгину понеже сего майя 24 дня нынешнего 1734 года в поданном Преосвященному епископу прошении его Шулгина написано в показанном селе Черкизово имеется деревянная церковь Божия во имя Собора Пресвятыя Богородицы, а от двери его сиятельства Черкасского в дальнем расстоянии. Ныне по обещанию своему желает его Сиятельство построить в том же селе Черкизове… на поместной своей земле близ двора своего вновь церковь Божию во имя Успения Пресвятыя Богородицы каменного здания…
Руководил командой строителей Александр Фёдорович Путилов; скорее всего, он был и автором проекта. 23 октября 1749 года протопоп коломенского Успенского кафедрального собора Григорий Фёдоров освятил храм. Н. П. Гиляров-Платонов вспоминал:

Для своей ружной церкви князь искал попа видного и с голосом. В одном их своих многочисленных имений он нашел такового и перевел в Черкизово. Это был Федор Никифорович, мой прадед. Фамилии, разумеется, у него не было, и грамоту он знал плохо; но он поддерживал блеск княжеского двора.— Из пережитого. Т. 1
В начале XIX века Успенская церковь была перестроена. Храм был значительно расширен за счет пристройки вместительной теплой трапезной с двумя приделами; изменился общий вид храма — он был декорирован и во внешнем оформлении вместо стиля барокко появился классический стиль: карниз, белокаменные колонны. Один из приделов был освящён в честь Святых благоверных Бориса и Глеба, другой — иконы Божией Матери «Знамение»: 

Замечательны утвари и иконостас придельной Знаменской церкви. Они перешли из Московского дома Княгини Феодосии Львовой, рожденной Милославской <…> Царские врата этого придела — цельные кипарисные. По левую сторону оных стоит образ Знамения Пресвятой Богородицы, унизанный жемчугом и осыпанный драгоценными камнями, и в нем части св. мощей. <…> Есть старинные серебряные лампады и блюда с надписями большой вязью…
С Москвы-реки, на которой Черкизово было расположено, по описанию Гилярова-Платонова княжеская усадьба представляла собой «длинный ряд княжеских каменных домов, почти на версту в длину, разнообразной, но замечательно изящной архитектуры, и притом расположенных со щепетильной симметрией, а впереди их три церкви, две по бокам и одна в середине, пред главным княжеским домом». С одной стороны деревянная церковь (во имя Собора Пресвятой Богородицы) служила приходской для крестьян; с другой стороны — на погосте, где жили только священнослужители, находилась Никольская церковь. 
В клировых ведомостях указывается дата постройки деревянной церкви Собора Пресвятой Богородицы — 1592-й год. В них же указывалось на служение священника Василия Матвеева в храме Собора Пресвятой Богородицы в 1742, с 1746 по 1758, и с 1770 по 1774 гг. В Отделе письменных источников ГИМ сохранилось её описание: «Деревянная, обшитая тёсом церковь построена в конце XVIII в. Здание прямоугольное в плане, одноэтажное. Основной четверик несёт восьмерик второго яруса, увенчан восьмигранным куполом с декоративным барабаном к двухъярусной главке. При церкви трапезная и трёхъярусная колокольня, также деревянная, обшитая тёсом». Была «выкрашена белою краской, под стать усадьбе, чтобы не портить вида». Позднее церковь выкрасили в красный цвет, и в обиходе стали называть «Красной».
После окончания постройки Успенской церкви князь П. Б. Черкасский в 1759 году подал прошение в коломенскую епархию с просьбой разрешить строительство новой каменной церкви на Старковом погосте. Старая церковь была разобрана, и в 1763 году освящена новая. Известно, что во второй половине 1780-х годов здание достраивалось. Здание построено в неоготическом стиле, но неизвестно время, когда Никольский храм приобрёл черты «русской готики» — при начале строительства или позднее. Ряд специалистов приписывает авторство проекта В. И. Баженову. Декоративные «готические» мотивы в основном повторяют такие в церкви Владимирской иконы Божьей Матери в Быково (парные колонки под фронтоном с гирькой, обелиски, перевернутые сердца, острые шпили). Успенскую и Никольскую церкви разделяет парк, около Никольского храма любила гулять Анна Ахматова, несколько лет отдыхавшая у знакомых в Черкизово и упоминавшая церковь в стихотворениях.

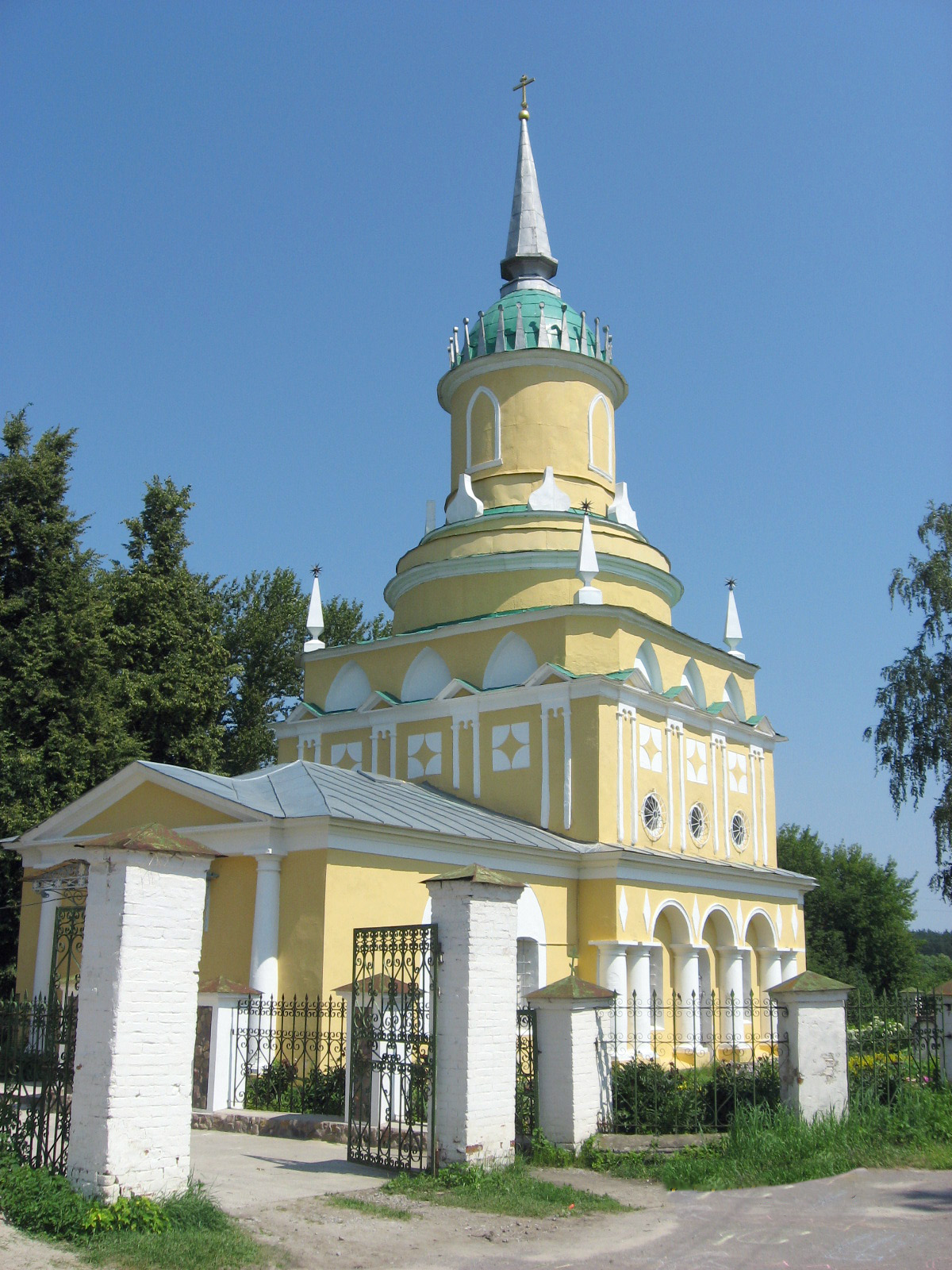
Вид на храм

При церкви был устроен некрополь князей Черкасских, окруженный кованой решеткой и скрытый сенью. Надгробия были украшены мраморной скульптурой, которая в советское время была демонтирована и её местонахождение теперь неизвестно.
После реформ, начавшихся в 1861 году, после 3 веков владения Черкасские покинули имение. Вскоре имение было продано из-за ссор наследников, усадебный дом был  разрушен, остались лишь два флигеля. В одном из них, примыкающем к Старкам, в 1892 году поселился выдающийся медик, профессор В. Д. Шервинский. Другая часть (Черкизово) была приобретена московским финансистом Куманиным, а вскоре перепродана московскому купцу Хлудову, дети которого владели имением до Октябрьской революции. В 1869 году в Черкизове было основано начальное земское училище, попечительницей которого с 1879 года была Нина Флорентьевна Хлудова.
Возле Черкизова есть два парка — регулярный, называемый жителями Хлудовским парком, где до сих пор сохранились старые липовые аллеи; и второй, называемый ими Шервинским (или «Шервуд»), — рядом с особняком, где жила семья Шервинских.
В 1930-х годах склеп Черкасских разорили; закрытый весной 1941 года Никольский храм не был разграблен благодаря самоотверженности верующих. А в 1946 году в нём возобновились регулярные богослужения, и он долгое время был единственным храмом Коломенского района. Церковь Собора Богородицы разобрали в 1947 году; из её бревен построили клуб. В Успенском храме также долгое время располагался клуб; в 1960-е годы была уничтожена колокольня. В 1992 году руины храма вернули православной общине, которая с 1994 года под руководством протоиерея Димитрия Дудко начала  восстановительные работы.
В 2003 году открыто большое здание клуба.

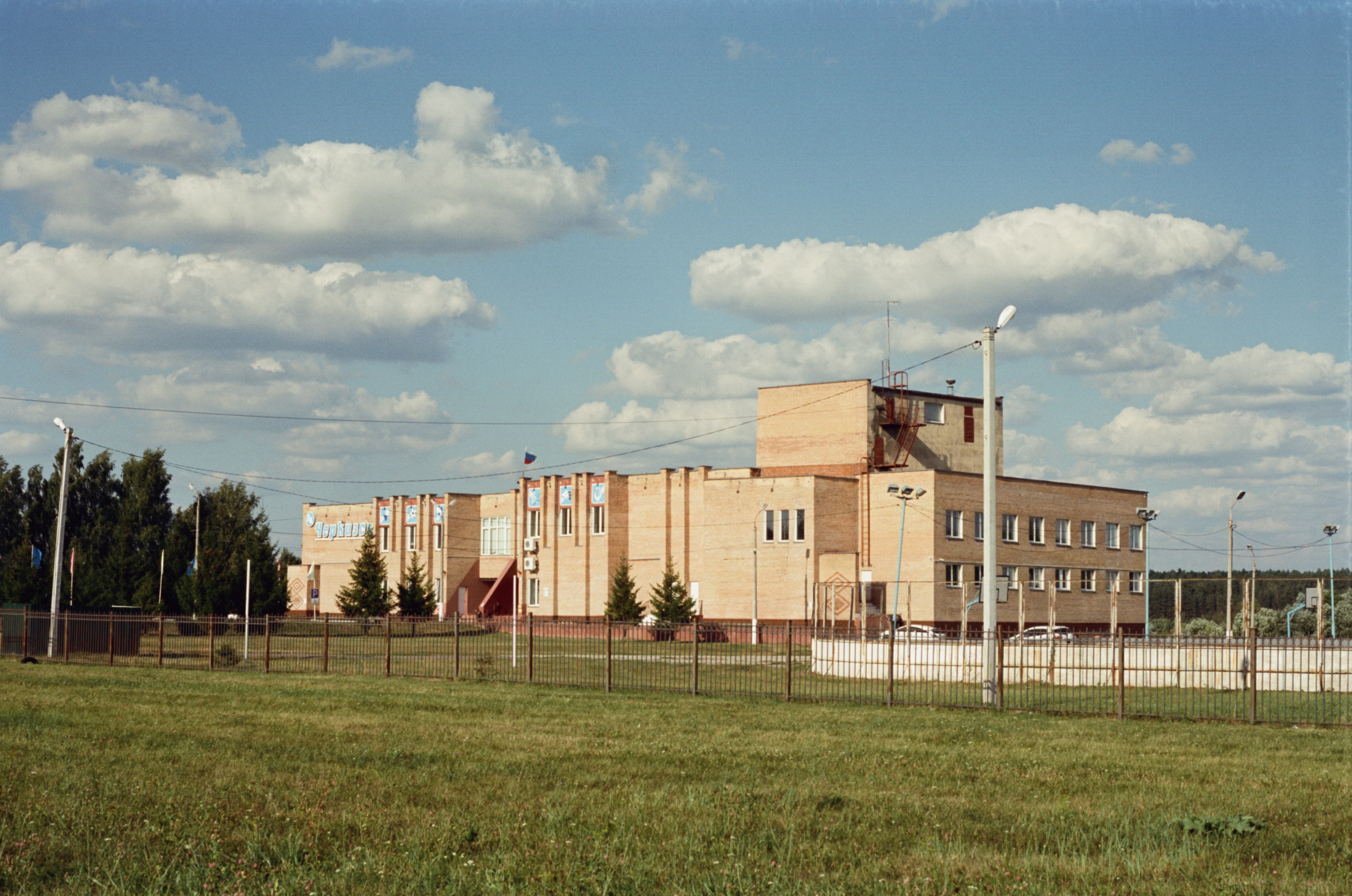
Дом культуры в Черкизово (2021)

В 2014 году началось восстановление сохранившегося флигеля с мезонином усадьбы, построенного в советское время, в котором в советское время были сначала детский дом, потом дом инвалидов.

## Население
| 2002 | 2006  | 2010  | 2014  |
| ---- | ----- | ----- | ----- |
| 1729 | ↗1789 | ↘1748 | ↗1790 |

## Галерея

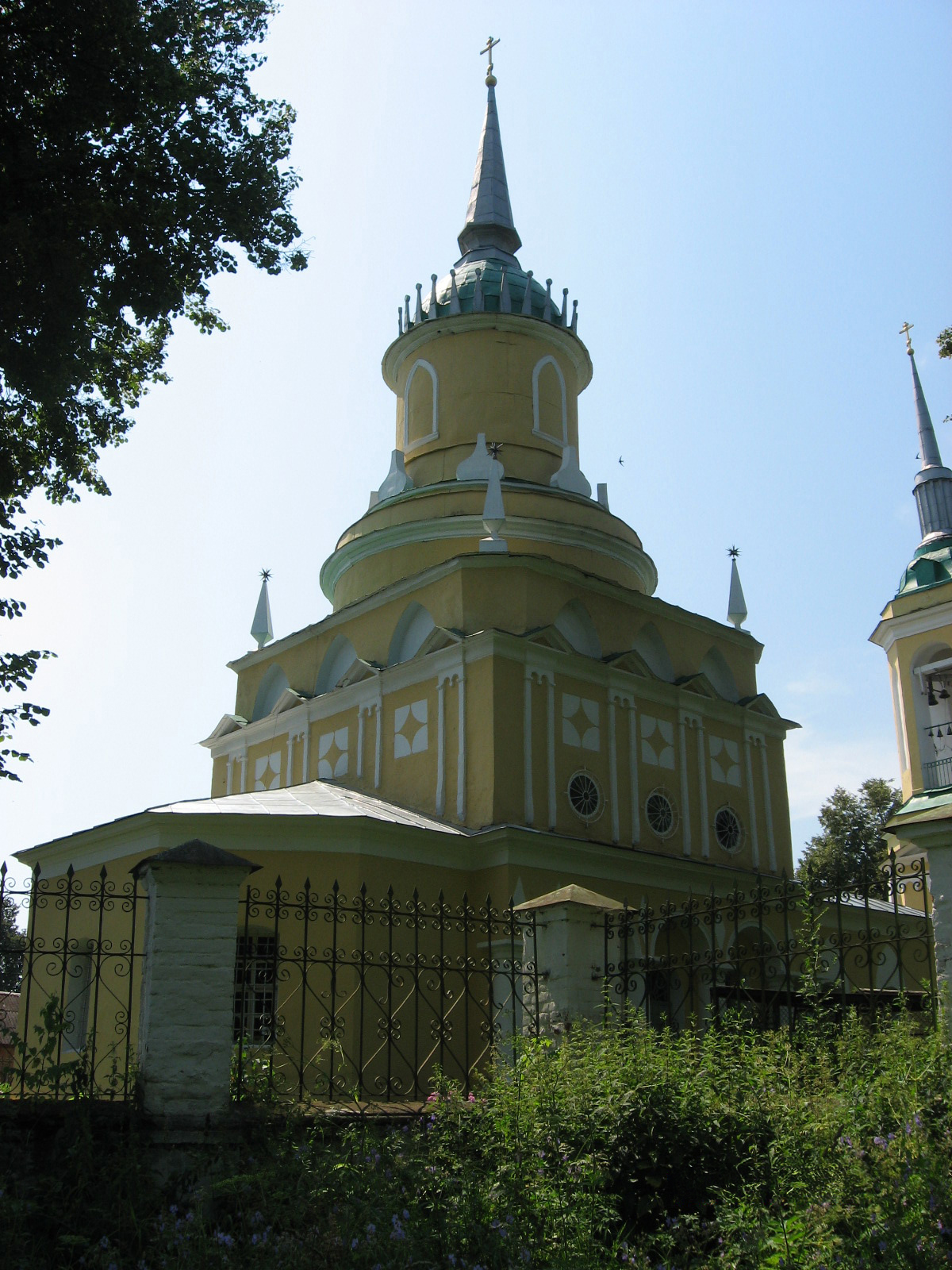
Вид на храм
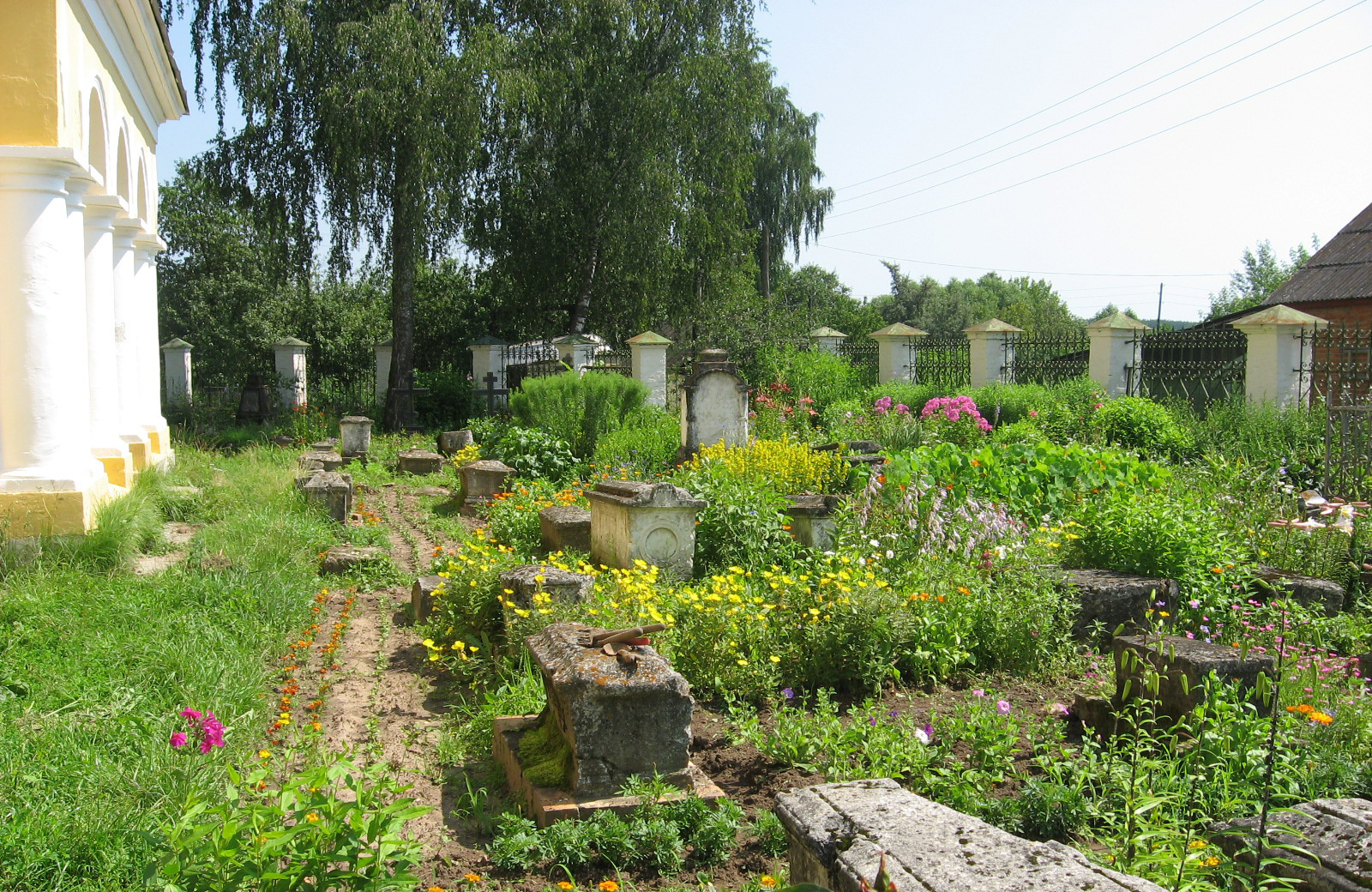
Церковное кладбище
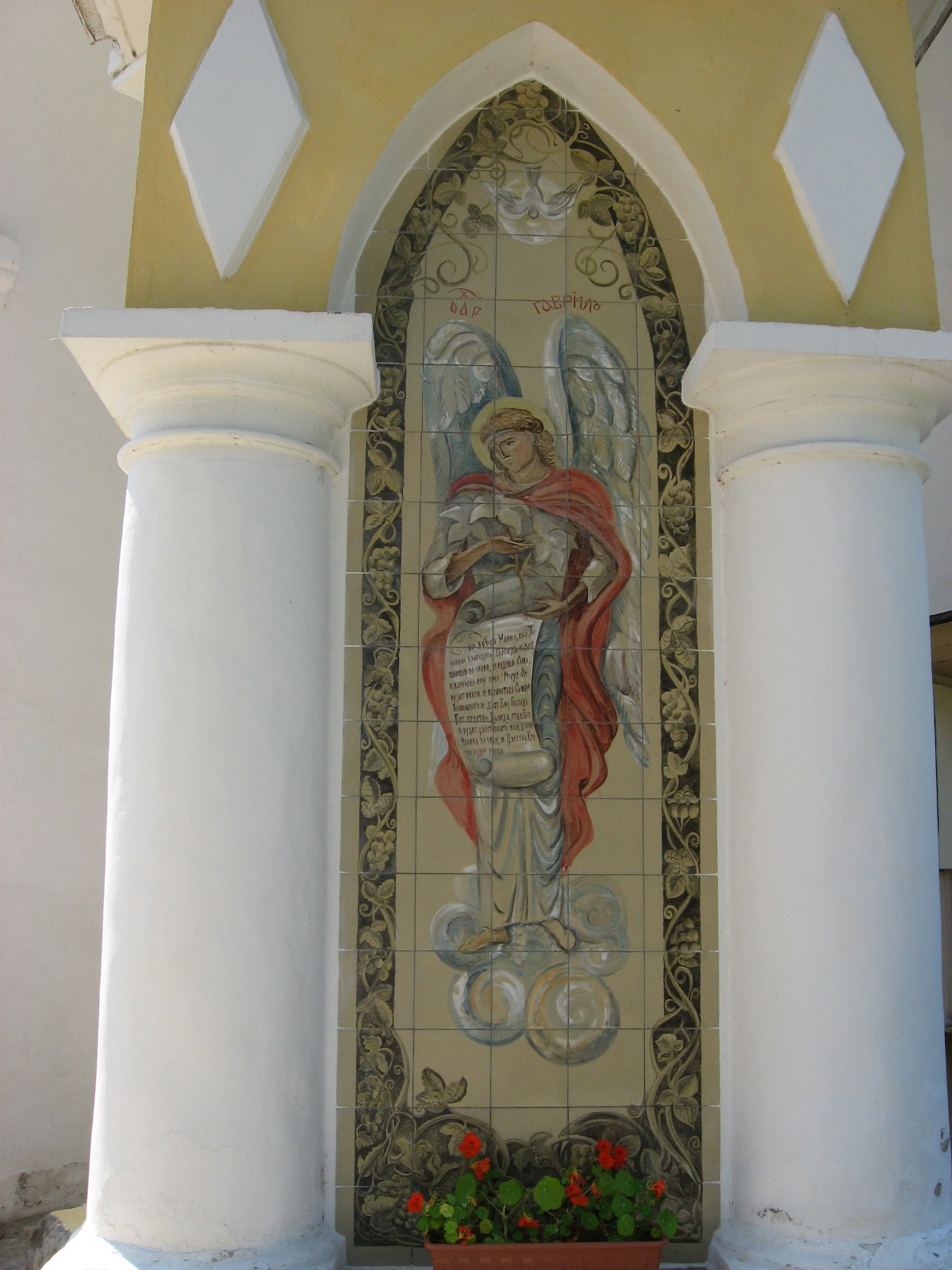
Рисунок Архангела Гавриила на колокольне
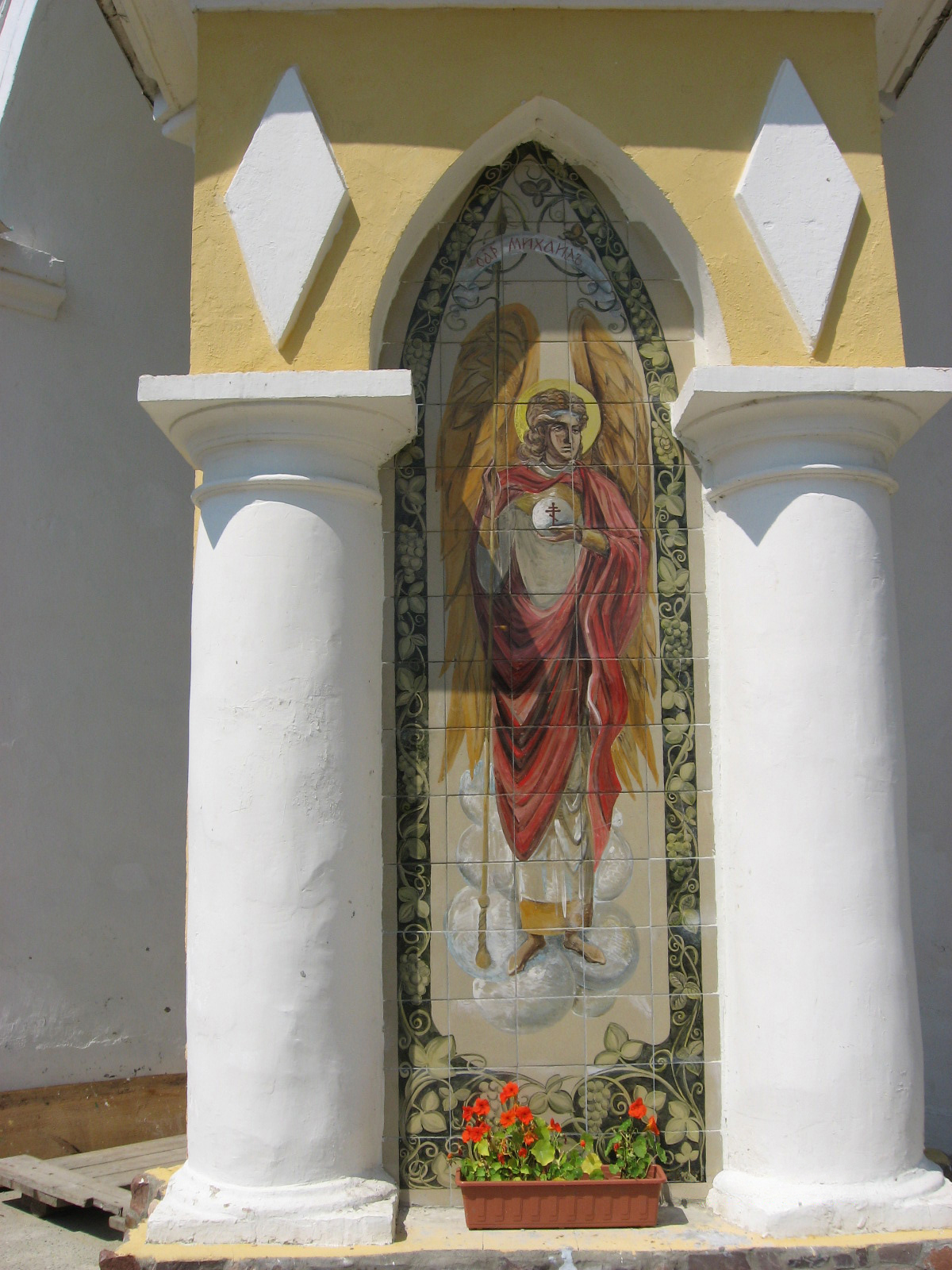
Рисунок Архангела Михаил на колокольне
Церковь Успения Пресвятой Богородицы в Черкизово

## Люди, связанные с селом
- Шервинские: Василий Дмитриевич, доктор медицины, профессор; Евгений Васильевич, архитектор (по его проекту здесь было построено в 1911 году новое здание школы; Сергей Васильевич, советский писатель, переводчик. В усадьбе Шервинских жила Анна Ахматова[6], которая посвятила Старкам своё стихотворение «Под Коломной».
- В селе похоронен Герой Советского Союза Иван Дриженко.

## Комментарии
1. ↑   Как известно, род Чебышёвых — младшая ветвь боярского рода князей Старковых. А основатель русской линии рода Шервинских Ян Матиас (Иоганн Матвей) был женат на Пелагее Павловне Чебышёвой, — сестре отца знаменитого математика П. Л. Чебышёва. Таким образом через пять веков потомки из рода Старковых вернулись в Черкизово. В 1920-е — 1930-е годы, по сведениям Сергея Львовича Лебедева, в Старки из Москвы часто приезжал племянник математика Лев Петрович Чебышёв (1874—1962) с женой Ириной Павловной и их дочкой Ольгой.